# Sciro
Sciro (in greco Σκύρος?, Skyros) è un'isola della Grecia, la più grande delle Sporadi Settentrionali. 
Sciro è anche un comune della Grecia Centrale (unità periferica dell'Eubea) con 2 602 abitanti secondo i dati del censimento 2001. Il territorio comunale comprende l'intera isola omonima (209 km²), più alcune isole disabitate.

## Località
Le principali località dell'isola sono:
- Sciro
- Chora
- Linaria (Λιναριά)
- Atsitsa (Ατσίτσα)
- Acherounes (Αχερούνες)
- Aspous (Ασπούς)
- Magazia (Μαγαζιά)
- Molos (Μόλος)